# イブキマイカグラ
イブキマイカグラは日本の競走馬、種牡馬。主な勝ち鞍は1990年阪神3歳ステークス、1991年弥生賞、1991年NHK杯。
東西にそれぞれ牡牝混合の3歳王座決定戦があった時代の、阪神3歳ステークス最後の優勝馬。同世代のトウカイテイオーのライバルとも呼ばれ、力強い末脚が身の上であったが世代の悪さや故障などの不運もあってクラシックのタイトルには手が届かなかった。

## 戦績

### 3歳
1990年7月、小倉競馬場の新馬戦で樋口弘を鞍上にデビューし、調教気配の良さや血統的背景から圧倒的1番人気に支持されたが、スタートダッシュが悪く、またスタート直後に見当外れの方向に走ってしまい、7着に敗れた。鞍上に南井克巳を迎え、連闘で臨んだ新馬戦では内にもたれるしぐさを見せながらも何とか初勝利をもぎ取る。野路菊ステークスは2着に終わるも、京都競馬場での黄菊賞では4コーナーで大きく外に膨れて圏外に去ったかと思われたが、残り1ハロンで前を行く馬を差し切って1着、関係者の間に馬の実力があることを改めて認識させ、特に末脚に自信を持たせる一戦となった。黄菊賞勝利ののちデイリー杯3歳ステークスに駒を進めるが、この時点では1990年デビューの関西3歳牡馬陣は確固たる存在が出てこず牝馬が優勢であり、その有力牝馬の一角であったノーザンドライバーの3着。このレースでは南井は先を見据えて、馬群の中で競馬をさせた。最後の牡牝混合レースとなった阪神3歳ステークスは有力牝馬の一翼であり武豊騎乗のミルフォードスルーに続く2番人気で迎え、道中は後方10番手から進んで4コーナーからは内を突いて加速し、2着ニホンピロアンデスに1馬身4分の1差をつけて1分34秒4のレースレコードで勝利した。
しかし、この数分前に行われた朝日杯3歳ステークスでは、リンドシェーバーがマルゼンスキーが保持していたレコードタイムを14年振りに更新しており、JRA賞最優秀3歳牡馬の座にはリンドシェーバーがおさまった。

### 4歳
1991年春、イブキマイカグラは弥生賞から始動した。弥生賞では最優秀3歳牡馬の座を争ったリンドシェーバーも出走を表明しており、クラシックの出走権がない外国産馬で早々と種牡馬のシンジケートが組まれていたリンドシェーバーの立場からしても、クラシック候補をなで斬りにする絶好の機会でもあった。リンドシェーバーとともに単枠指定を受けるも差の付いた2番人気に甘んじ、レースではスローペースを見越して2番手につけたリンドシェーバーに対して6番手から7番手を進み、最後の直線の急坂で追い込んでリンドシェーバーを首差交わし、1984年のシンボリルドルフと同じ勝ちタイムで勝利した。中尾師にとってもリンドシェーバーを直接対決でねじ伏せたことは、当時色濃く残っていた東西の対抗意識の中で西のチャンピオンの力を誇示したにほかならず、その点でも価値ある勝利となった。
弥生賞を制して皐月賞に駒を進めたが、ここで4戦4勝と無敗で皐月賞まで駒を進めてきたトウカイテイオーと初顔合わせとなり、トウカイテイオーとともに単枠指定を受けて2番人気となった。レースはスローペースな上に直線で他馬が壁になる不利も重なって馬群をさばききれず、外を回ったトウカイテイオーの4着に敗れた。この後、東京優駿（日本ダービー）には直行せずダービートライアルであるNHK杯に出走し、豪快な追い込みを決めて勝利。しかし、ダービー直前に軽度の骨折が判明してダービー出走はかなわなかった。骨折が癒えたのち、トウカイテイオー不在の秋は京都新聞杯から始動。春シーズン以上の出来とも報道されたがナイスネイチャに差し切られ、シャコーグレイドと2着を分け合う。菊花賞でも追い込みを見せるもレオダーバンに立ち回られて2着に敗れた。

### 5歳
1992年は産経大阪杯から始動し2番人気に推されたが、トウカイテイオーから0.9秒差の7着に敗れた。続く天皇賞（春）では3着に善戦するも、岡部幸雄とのコンビで安田記念に出走するが、11着と初めて二桁着順を喫した。この後、イブキマイカグラは屈腱炎を発症し引退、種牡馬となった。

## 競走成績
以下の内容は、netkeiba.com、JBISサーチおよび『競馬四季報関西版 1993秋季号』に基づく。
| 年月日     | 競馬場 | 競走名         | 格  | 距離（馬場）  | 頭数 | 枠番 | 馬番 | オッズ（人気） | 着順 | タイム（上り3F） | 着差 | 騎手     | 斤量 （kg） | 勝ち馬/（2着馬）       |
| ---------- | ------ | -------------- | --- | ------------- | ---- | ---- | ---- | -------------- | ---- | ---------------- | ---- | -------- | ----------- | ---------------------- |
| 1990.07.15 | 小倉   | 3歳新馬        |     | 芝1200m（良） | 8    | 8    | 8    | 01.3（1人）    | 7着  | 1:13.5 (37.7)    | -2.3 | 樋口弘   | 53          | ツルマルモチオー       |
| 0000.07.22 | 小倉   | 3歳新馬        |     | 芝1000m（良） | 9    | 1    | 1    | 02.2（1人）    | 1着  | 0:59.1 (35.7)    | -0.2 | 南井克巳 | 53          | （リードジュニアス）   |
| 0000.09.22 | 中京   | 野路菊S        | OP  | 芝1700m（良） | 6    | 6    | 6    | 03.4（2人）    | 2着  | 1:44.3 (36.2)    | -0.4 | 南井克巳 | 53          | カクテルドレス         |
| 0000.10.06 | 京都   | 黄菊賞         | 500 | 芝1600m（稍） | 11   | 7    | 9    | 02.3（1人）    | 1着  | 1:36.2 (37.1)    | -0.0 | 南井克巳 | 53          | （マルブツフォード）   |
| 0000.11.10 | 京都   | デイリー杯3歳S | GII | 芝1400m（良） | 11   | 1    | 1    | 05.1（2人）    | 3着  | 1:23.3 (34.7)    | -0.2 | 南井克巳 | 54          | ノーザンドライバー     |
| 0000.12.09 | 京都   | 阪神3歳S       | GI  | 芝1600m（良） | 13   | 2    | 2    | 04.0（2人）    | 1着  | R 1:34.4 (36.0)  | -0.2 | 南井克巳 | 54          | （ニホンピロアンデス） |
| 1991.03.03 | 中山   | 弥生賞         | GII | 芝2000m（良） | 10   | 4    | 4    | 04.3（2人）    | 1着  | 2:01.7 (36.4)    | -0.0 | 南井克巳 | 55          | （リンドシェーバー）   |
| 0000.04.14 | 中山   | 皐月賞         | GI  | 芝2000m（稍） | 18   | 5    | 11   | 03.7（2人）    | 4着  | 2:02.3 (36.7)    | -0.5 | 南井克巳 | 57          | トウカイテイオー       |
| 0000.05.04 | 東京   | NHK杯          | GII | 芝2000m（良） | 16   | 8    | 16   | 01.6（1人）    | 1着  | 2:01.9 (35.4)    | -0.2 | 南井克巳 | 56          | （カミノスオード）     |
| 0000.10.13 | 京都   | 京都新聞杯     | GII | 芝2200m（良） | 14   | 7    | 12   | 02.8（1人）    | 2着  | 2:15.7 (35.5)    | -0.1 | 南井克巳 | 57          | ナイスネイチャ         |
| 0000.11.03 | 京都   | 菊花賞         | GI  | 芝3000m（良） | 18   | 4    | 8    | 03.9（1人）    | 2着  | 3:09.7 (34.6)    | -0.2 | 南井克巳 | 57          | レオダーバン           |
| 1992.04.05 | 阪神   | 産経大阪杯     | GII | 芝2000m（良） | 8    | 6    | 6    | 03.3（2人）    | 7着  | 2:07.2 (35.8)    | -0.9 | 南井克巳 | 57          | トウカイテイオー       |
| 0000.04.26 | 京都   | 天皇賞（春）   | GI  | 芝3200m（良） | 14   | 5    | 8    | 18.2（3人）    | 3着  | 3:21.3 (37.0)    | -1.3 | 南井克巳 | 58          | メジロマックイーン     |
| 0000.05.17 | 東京   | 安田記念       | GI  | 芝1600m（良） | 18   | 7    | 13   | 06.9（3人）    | 11着 | 1:34.8 (36.5)    | -1.0 | 岡部幸雄 | 57          | ヤマニンゼファー       |

- 枠番・馬番の太字は単枠指定を示す。内容はnetkeiba.comおよびJBISサーチのほか、日本中央競馬会『中央競馬全重賞競走成績 GI編』（1996年）[15]、『優駿』1999年4月号[7]に基づく。

## 種牡馬時代
種牡馬としてはゴールデンイースト（埼玉新聞杯）、イブキライズアップ（高知県知事賞）などを出したものの2003年に種牡馬登録を抹消となった後は北陽ファームで功労馬として余生を送り、2008年に北陽ファームがケイズ富郷分場となってからも同所で繋養されていたが、2009年6月24日に急性心不全により死亡したことが6月29日に財団法人軽種馬調教センターから発表された。

### おもな産駒
- 1997年産
  - ゴールデンイースト（埼玉新聞杯）[17]
- 1998年産
  - イブキライズアップ（高知県知事賞）[18]

## 血統表
| イブキマイカグラの血統                     | イブキマイカグラの血統                             | イブキマイカグラの血統                             | （血統表の出典）                                   | （血統表の出典） |
| 父系                                       | ロベルト系                                         | ロベルト系                                         | ロベルト系                                         | [ § 2 ]          |
| 父 *リアルシャダイ Real Shadai 1979 黒鹿毛 | 父の父Roberto 1969 鹿毛                            | Hail to Reason                                     | Turn-to                                            | Turn-to          |
| 父 *リアルシャダイ Real Shadai 1979 黒鹿毛 | 父の父Roberto 1969 鹿毛                            | Hail to Reason                                     | Nothirdchance                                      |                  |
| 父 *リアルシャダイ Real Shadai 1979 黒鹿毛 | 父の父Roberto 1969 鹿毛                            | Bramalea                                           | Nashua                                             | Nashua           |
| 父 *リアルシャダイ Real Shadai 1979 黒鹿毛 | 父の父Roberto 1969 鹿毛                            | Bramalea                                           | Rarelea                                            |                  |
| 父 *リアルシャダイ Real Shadai 1979 黒鹿毛 | 父の母Desert Vixen 1970 黒鹿毛                     | In Reality                                         | Intentionally                                      | Intentionally    |
| 父 *リアルシャダイ Real Shadai 1979 黒鹿毛 | 父の母Desert Vixen 1970 黒鹿毛                     | In Reality                                         | My Dear Girl                                       |                  |
| 父 *リアルシャダイ Real Shadai 1979 黒鹿毛 | 父の母Desert Vixen 1970 黒鹿毛                     | Deset Trial                                        | Moslem Chief                                       | Moslem Chief     |
| 父 *リアルシャダイ Real Shadai 1979 黒鹿毛 | 父の母Desert Vixen 1970 黒鹿毛                     | Deset Trial                                        | Scotch Verdict                                     |                  |
| 母 ダイナクラシック 1982 鹿毛              | 母の父*ノーザンテースト Northern Taste 1971 栗毛   | Northern Dancer                                    | Nearctic                                           | Nearctic         |
| 母 ダイナクラシック 1982 鹿毛              | 母の父*ノーザンテースト Northern Taste 1971 栗毛   | Northern Dancer                                    | Natalma                                            |                  |
| 母 ダイナクラシック 1982 鹿毛              | 母の父*ノーザンテースト Northern Taste 1971 栗毛   | Lady Victoria                                      | Victoria Park                                      | Victoria Park    |
| 母 ダイナクラシック 1982 鹿毛              | 母の父*ノーザンテースト Northern Taste 1971 栗毛   | Lady Victoria                                      | Lady Angela                                        |                  |
| 母 ダイナクラシック 1982 鹿毛              | 母の母*クリアアンバー Clear Amber 1967 黒鹿毛      | Ambiopoise                                         | Ambiorix                                           | Ambiorix         |
| 母 ダイナクラシック 1982 鹿毛              | 母の母*クリアアンバー Clear Amber 1967 黒鹿毛      | Ambiopoise                                         | Bull Poise                                         |                  |
| 母 ダイナクラシック 1982 鹿毛              | 母の母*クリアアンバー Clear Amber 1967 黒鹿毛      | One Clear Call                                     | Gallant Man                                        | Gallant Man      |
| 母 ダイナクラシック 1982 鹿毛              | 母の母*クリアアンバー Clear Amber 1967 黒鹿毛      | One Clear Call                                     | Europa F-No.4-m                                    |                  |
| 母系(F-No.)                                | 4号族(FN:4-m)                                      | 4号族(FN:4-m)                                      | 4号族(FN:4-m)                                      | [ § 3 ]          |
| 5代内の近親交配                            | Lady Angela5×4=9.38%（母内）、Bull Lea 5×5×5=9.38% | Lady Angela5×4=9.38%（母内）、Bull Lea 5×5×5=9.38% | Lady Angela5×4=9.38%（母内）、Bull Lea 5×5×5=9.38% | [ § 4 ]          |
| 出典                                       | 1. 2. 3. 4.                                        | 1. 2. 3. 4.                                        | 1. 2. 3. 4.                                        | 1. 2. 3. 4.      |

- 母・ダイナクラシックの全兄にアンバーシャダイ、全妹にはサクラバクシンオーの母であるサクラハゴロモがいる[20]。
- 半妹のクラシカルテーストの仔にファルコンステークス優勝とNHKマイルカップ2着のインパルスヒーローがいる[20]。